# Retable de la Crucifixion
 (juillet 2025).
Le retable de la Crucifixion est un retable fabriqué en Flandres à la fin du XIVe siècle par Jacques de Baerze et Melchior Broederlam pour la chartreuse de Champmol. Conservé depuis le XIXe siècle au musée des Beaux-Arts de Dijon et classé monument historique depuis 1939, ses parties peintes constituent un jalon important entre la gothique international et les primitifs flamands.

## Historique
L’œuvre est l’un des deux retables commandée par Philippe le Hardi dans le troisième quart du XIVe siècle à Jacques de Baerze pour la chartreuse de Champmol, l’autre étant le retable des Saints et Martyrs. Ceux-ci doivent être réalisés sur le modèle de deux retables existant alors à Gand et Termonde. Jacques de Baerze fait les sculptures à Termonde, puis Melchior Broederlam d’Ypres et son atelier réalisent la peinture et la dorure. Les parties sculptées semblent avoir été achevées dès 1392, mais le retable n’est installé dans la chartreuse qu’en octobre 1399.
La chartreuse de Champmol ayant été détruite après la Révolution, le retable entre en 1818 dans les collections du musée des Beaux-Arts de Dijon, avant d’être formellement acquis en 1827. Il est classé monument historique en 1939.

## Description

### Description générale
Le retable fait 167 cm de haut 502 cm de large avec les volets ouverts. C’est un triptyque comprenant une caisse et une paire de volets, dont les moulures et l’ornementation sont plus riches que celles du retable des Saints et Martyrs. La partie intérieure du retable est entièrement dorée, avec des rehauts de peinture, notamment les chairs peintes au naturel et les brocarts des habits, ainsi que des fonds ornés de motifs poinçonnés. En plus de la dorure, les parties peintes recourent abondamment au bleu outremer, pigment le plus cher de l’époque, augmentant la préciosité de l’ensemble. Le retable offre ainsi une vision somptueuse les jours de fêtes lorsqu’il est ouvert. 
La huche montre trois scènes de la vie de Jésus : la Crucifixion au centre, l’Adoration des mages à gauche et la mise au tombeau à droite. Les scènes sont surmontées d’imposants baldaquins à plusieurs niveaux reproduisant fidèlement les détails de l’architecture gothique, un dispositif classique dans les retables flamands de cette époque, mais qui manque ici de profondeur comparé à des œuvres contemporaines, par exemple le retable de Hakendover.
Les faces intérieures et extérieures des volets sont traitées très différemment. La face intérieure est sculptée d’une succession de saints sous une arcature, avec des baldaquins architecturés similaires à ceux de la huche. Sont ainsi représentés sur le volet de gauche, de gauche à droite, saint Georges combattant le dragon, sainte Madeleine, identifiable à son pot de parfum, saint Jean l’Evangéliste portant le calice empoisonné, sainte Catherine tenant la roue et l’épée et saint Christophe portant Jésus sur son dos. Sur le volet de droite, de gauche à droite, saint Antoine reconnaissable aux flammes et aux cochons à ses pieds, sainte Marguerite avec le dragon, un saint roi non identifié, sainte Barbe avec sa tour et un saint non clairement identifié, peut-être Josse de Ponthieu. La face extérieure est peinte, avec l’Annonciation et la Visitation de la Vierge Marie sur le volet de gauche et la Présentation au Temple et la Fuite en Égypte sur le volet de droite,.

### Huche
La Crucifixion a une composition classique d’origine italienne, mais populaire dans l’art parisien du XIVe siècle. Les personnages, plus petits que dans les autres scènes, sont représentés en groupes formant des scénettes séparées, sans interactions entre elles, l’ensemble manquant de profondeur et de cohérence. La figure du Christ n’est pas celle d’origine, qui se trouve au Art Institute of Chicago. Le traitement des plis, qui sont plutôt statiques, évoque le style des ateliers de Gand et se retrouve sur le retable de la Passion de Saint-Michel de Schwäbisch Hall et le calvaire conservé au musée Schnütgen.

### Volets

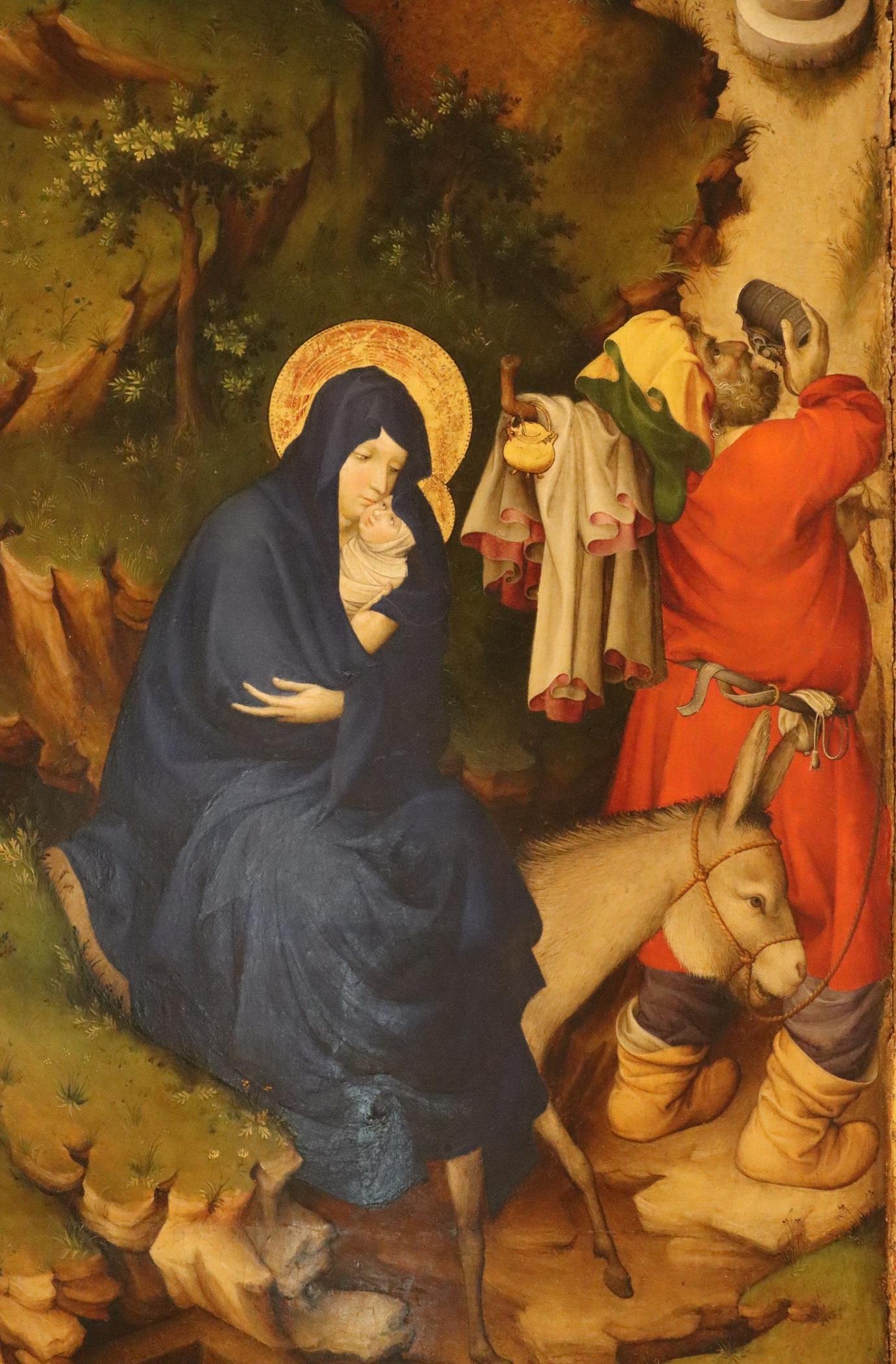
Détail de la fuite en Égypte.

Parmi les saints représentés sur la face intérieure des volets, saint Georges, à l’extrémité gauche du volet gauche, est parfois rapproché avec les fragments connus du saint Georges réalisé par Claus Sluter en 1393 pour la chartreuse de Champmol. Il n’est pas impossible que Jacques de Baerze s’en soit inspiré, bien que cela demeure hypothétique du fait que la statue de Sluter est très parcellaire et qu’il n’est pas certain qu’elle ait été achevée avant la figure du retable. Par ailleurs, le type général, soldat en arme avec le bras levé, se retrouve souvent dans l’art parisien des années 1380. Ainsi, un soldat du Massacre des Innocents dans le manuscrit de l’Histoire de Salomon de la Bibliothèque nationale (Ms. fr. 20090) a presque exactement le même geste et la même tenue.
Les face extérieure peinte constitue la seule œuvre conservée de Melchior Broederlam. Elle contiennent des éléments issus la peinture italienne, à la fois sur le plan graphique, comme les fonds dorés et les rochers, et sur celui de la composition, la Présentation au Temple s’inspirant par exemple de modèles siennois. L’influence de l’art parisien se retrouve également dans les gestes et les drapés. Ces peintures de grande qualité constituent un jalon important de l’évolution stylistique de la fin du XIVe siècle : bien qu’encore marquée par le gothique international, la recherche de réalisme dans les attitudes, par exemple Joseph buvant à sa gourde dans la fuite en Égypte, ainsi que la travail sur la perspective et la lumière, préfigure les primitifs flamands.